# Frank Le Blond Kloeb

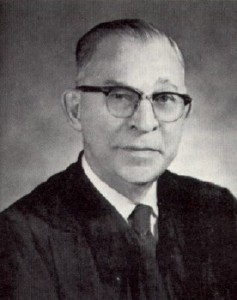
Frank Le Blond Kloeb

Frank Le Blond Kloeb (* 16. Juni 1890 in Celina, Ohio; † 11. März 1976 in Toledo, Ohio) war ein US-amerikanischer Jurist und Politiker. Zwischen 1933 und 1937 vertrat er den Bundesstaat Ohio im US-Repräsentantenhaus; anschließend wurde er Bundesrichter.

## Werdegang
Frank Kloeb war der Enkel des Kongressabgeordneten Francis Celeste Le Blond (1821–1902). Er besuchte die öffentlichen Schulen seiner Heimat, die Ohio State University in Columbus und die University of Wisconsin–Madison. Nach einem Jurastudium an der Ohio State University und seiner 1917 erfolgten Zulassung als Rechtsanwalt begann er ab 1919 in Celina in diesem Beruf zu arbeiten. Dazwischen diente er von 1917 bis 1919 während des Ersten Weltkrieges in der US Navy. Von 1921 bis 1925 war er Staatsanwalt im Mercer County.
Politisch schloss sich Kloeb der Demokratischen Partei an. Bei den Kongresswahlen des Jahres 1932 wurde er im vierten Wahlbezirk von Ohio in das US-Repräsentantenhaus in Washington, D.C. gewählt, wo er am 4. März 1933 die Nachfolge des Republikaners John L. Cable antrat. Nach zwei Wiederwahlen konnte er bis zu seinem Rücktritt am 19. August 1937 im Kongress verbleiben. Während dieser Zeit wurden dort viele der New-Deal-Gesetze der Bundesregierung unter Präsident Franklin D. Roosevelt verabschiedet. Im Jahr 1935 wurden erstmals die Bestimmungen des 20. Verfassungszusatzes angewendet, wonach die Legislaturperiode des Kongresses jeweils am 3. Januar endet bzw. beginnt.
Kloebs Rücktritt erfolgte nach seiner Ernennung zum Nachfolger des verstorbenen George Philip Hahn als Richter am Bundesbezirksgericht für den nördlichen Distrikt von Ohio. Dieses Amt bekleidete er bis zum 30. September 1964. Danach ging er offiziell in den Ruhestand, war aber als Senior Judge bis 1974 weiterhin gelegentlich als Bundesrichter tätig. Frank Kloeb starb am 11. März 1976 in Toledo, wo er auch beigesetzt wurde.